# 요나단

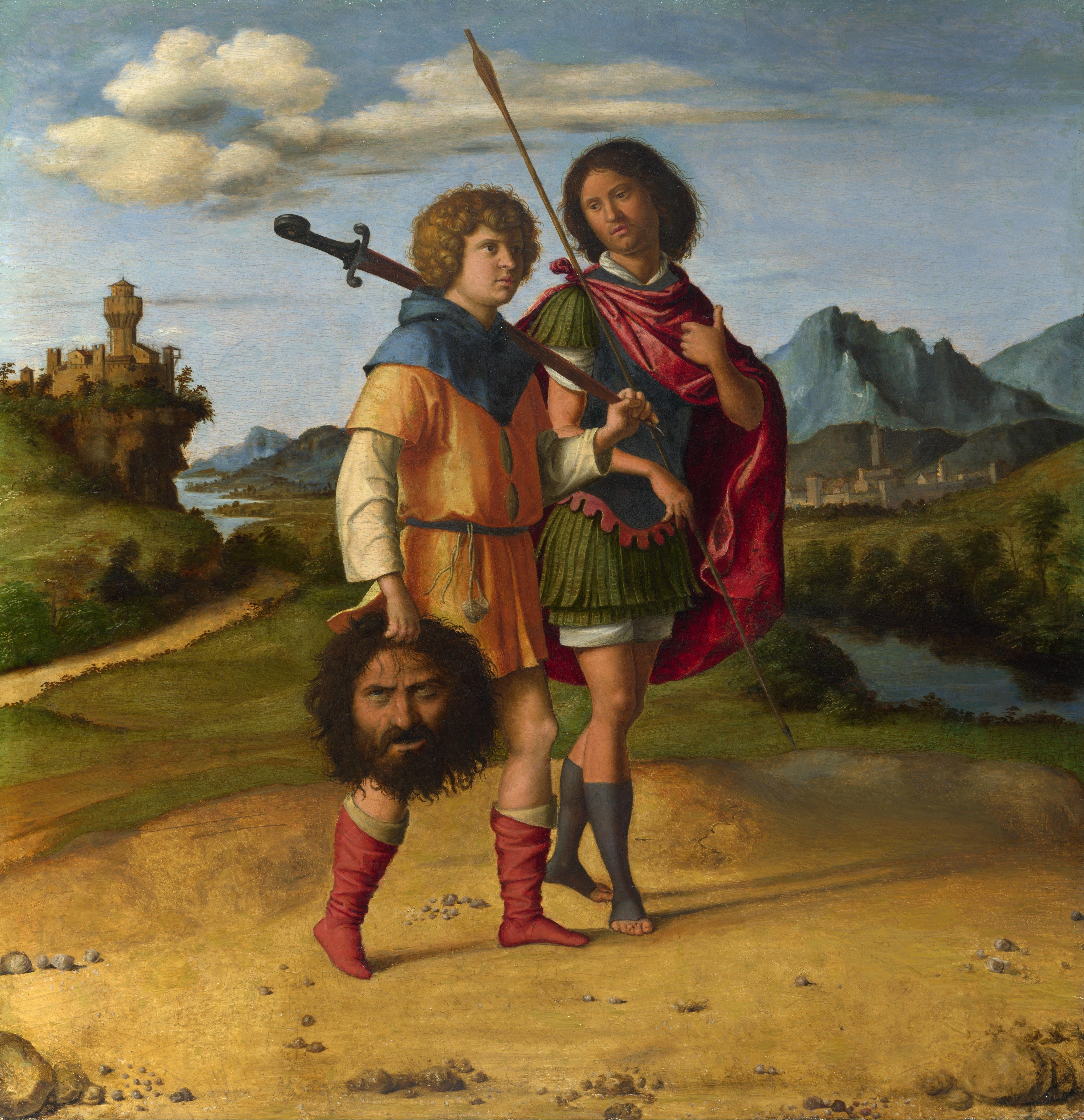

요나단(? ~ 기원전 1030년경)은 구약성서에 나오는 연합 이스라엘 왕국의 초대 왕 사울의 장남으로 후에 2대 왕이 되는 다윗에 절친한 우정 관계를 유지했다.
베냐민 출신 연합 이스라엘 왕국의 초대 왕 사울의 장남으로 초기 생애는 정확히 알려지지 않았지만 사울이 블레셋과 믹마스 전투를 치를 때 처음 등장한다.
어린 나이에 1000명의 군사를 이끌었고 소년 종 1명과 몇 명은 무기병만 데리고 절벽을 타고 올라가 그 넘어에 있는 블레셋의 적진에서 20명의 적 군사를 쳐 죽였다. 하지만 그날 아무 음식을 먹지 말라는 사울의 명령을 어겨 죽을 뻔 했으나 백성들의 동요로 살아남았다.
이후 다윗이 골리앗을 쓰러뜨린 후 그 소식을 듣고 다윗과 계약을 맺고 절친한 우정 관계를 유지했다. 사울이 다윗을 시기하여 죽이려 하자 다윗을 감싸주었고 다윗이 라마로 피할 때 우정을 나눴다.
그 후 아버지 사울이 다윗을 죽이려 하고 사제들을 학살하는 악행들을 지켜보았고 기원전 1030년경에 길보아 전투에서 블레셋에 맞서 동생 아비나답, 말기수아와 싸우다 전사했다.

## 가계
- 불명
  - 므비보셋

## 영어 이름
영어권 국가에서 남자이름에 자주 쓰인다.